# J.L. van Sante
Johannes Laurentius van Sante (Utrecht, 12 april 1934 – Geldrop, 30 oktober 2000) was een Nederlands politicus van het CDA.
Hij werd in Utrecht geboren als zoon van meneer P.W. van Sante en mevrouw C.C.M. Snelleman. Hij was al jaren lid van de gemeenteraad van Geldrop voor hij daar in 1971 wethouder werd, wat hij tot 1991 zou blijven. Begin 1992 werd Van Sante burgemeester van Leende. Bij de gemeentelijke herindeling van Noord-Brabant op 1 januari 1997 ging Leende op in de fusiegemeente Heeze-Leende waarmee aan zijn burgemeesterschap een einde kwam.
In Geldrop is de Wethouder Van Santestraat naar hem vernoemd.